# پنیچه، پرتغال
شهر پنیچه (به پرتغالی: Peniche, Portugal) در پنیچه مونیسیپالیتی در کشور پرتغال واقع شده‌است. جمعیت این شهر ۱۷٬۵۰۰ نفر  است. در تاریخ ۱ فوریه ۱۹۸۸ به عنوان شهر شناخته شد.

## نگارخانه

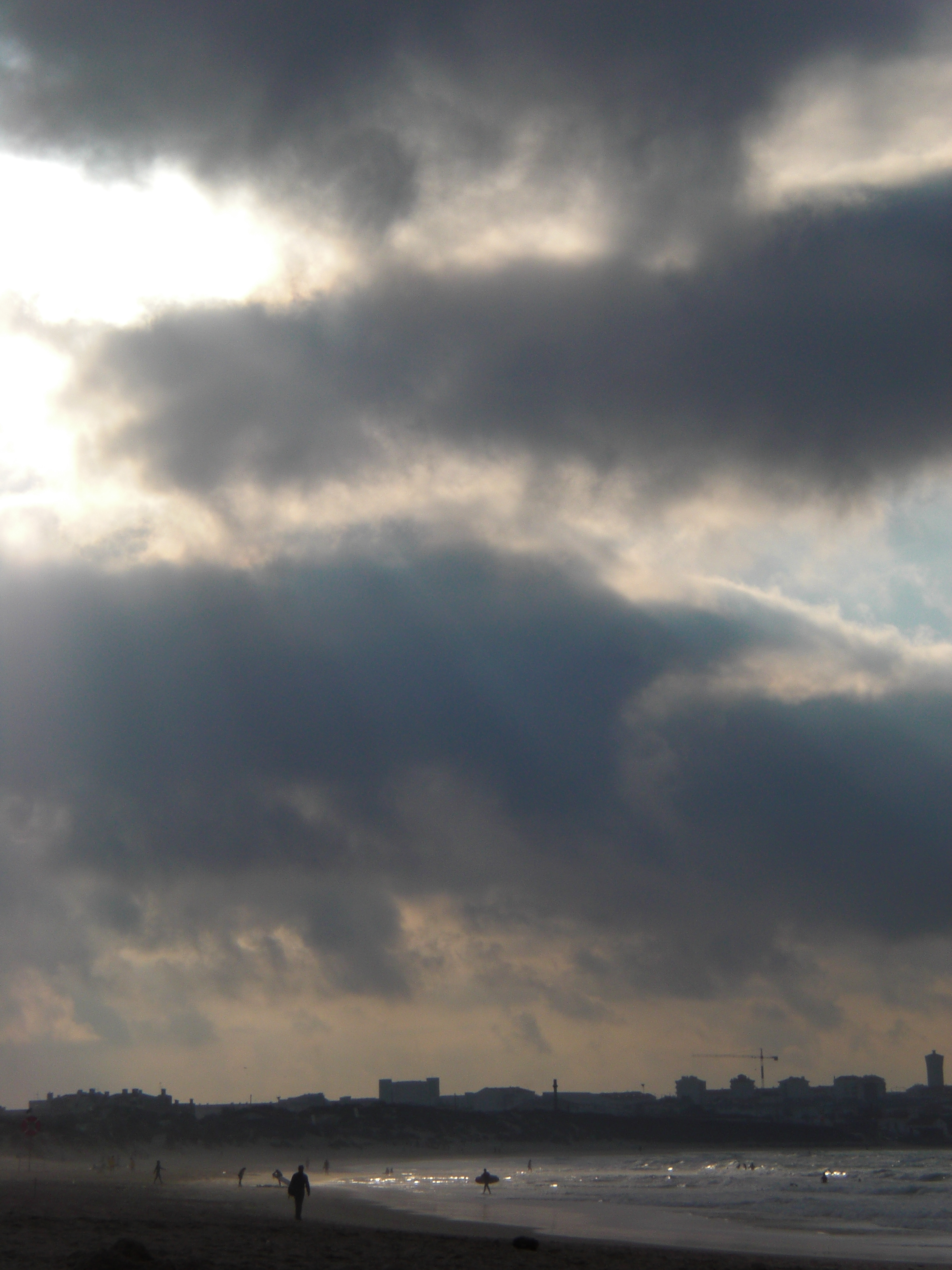
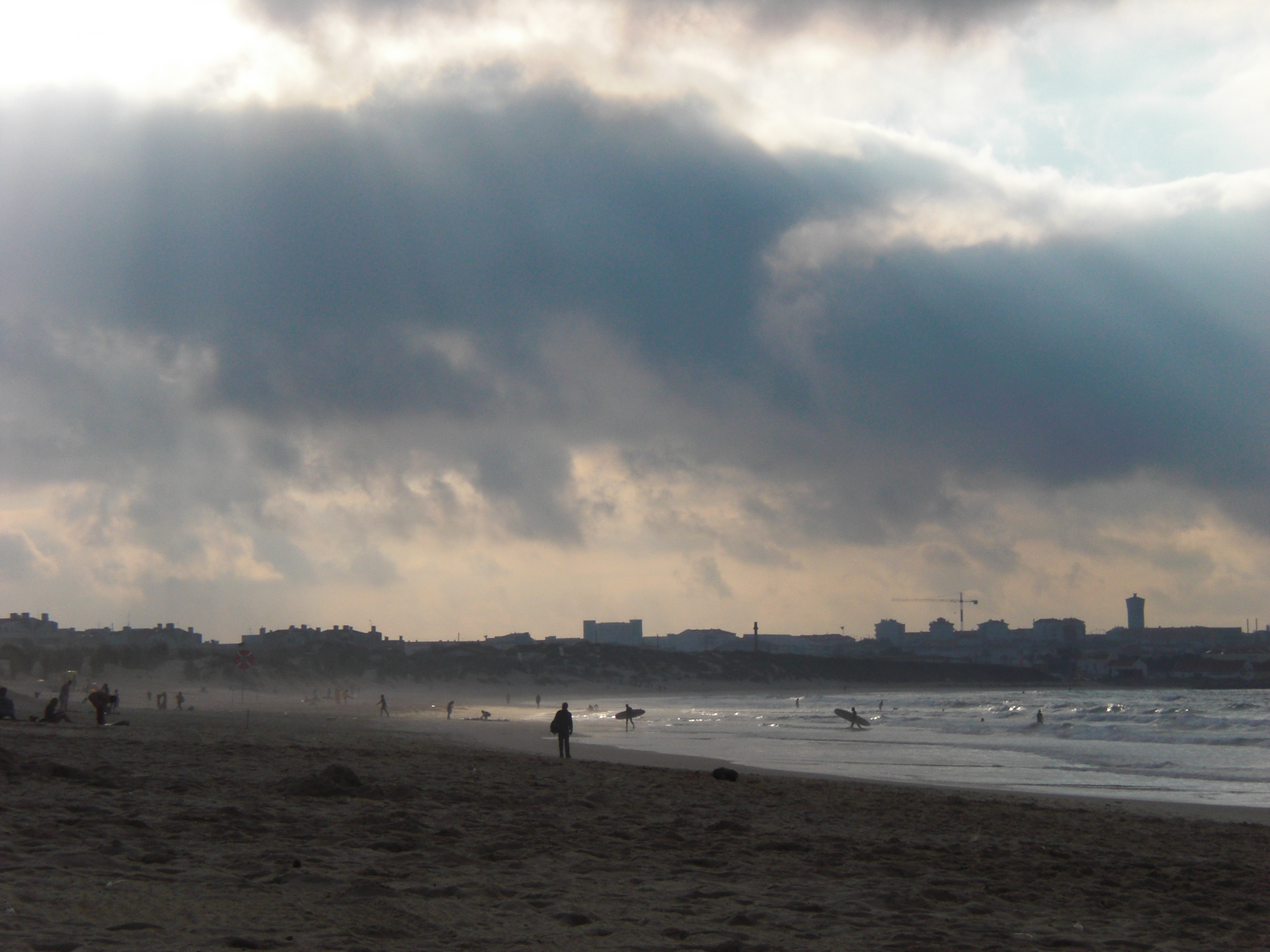
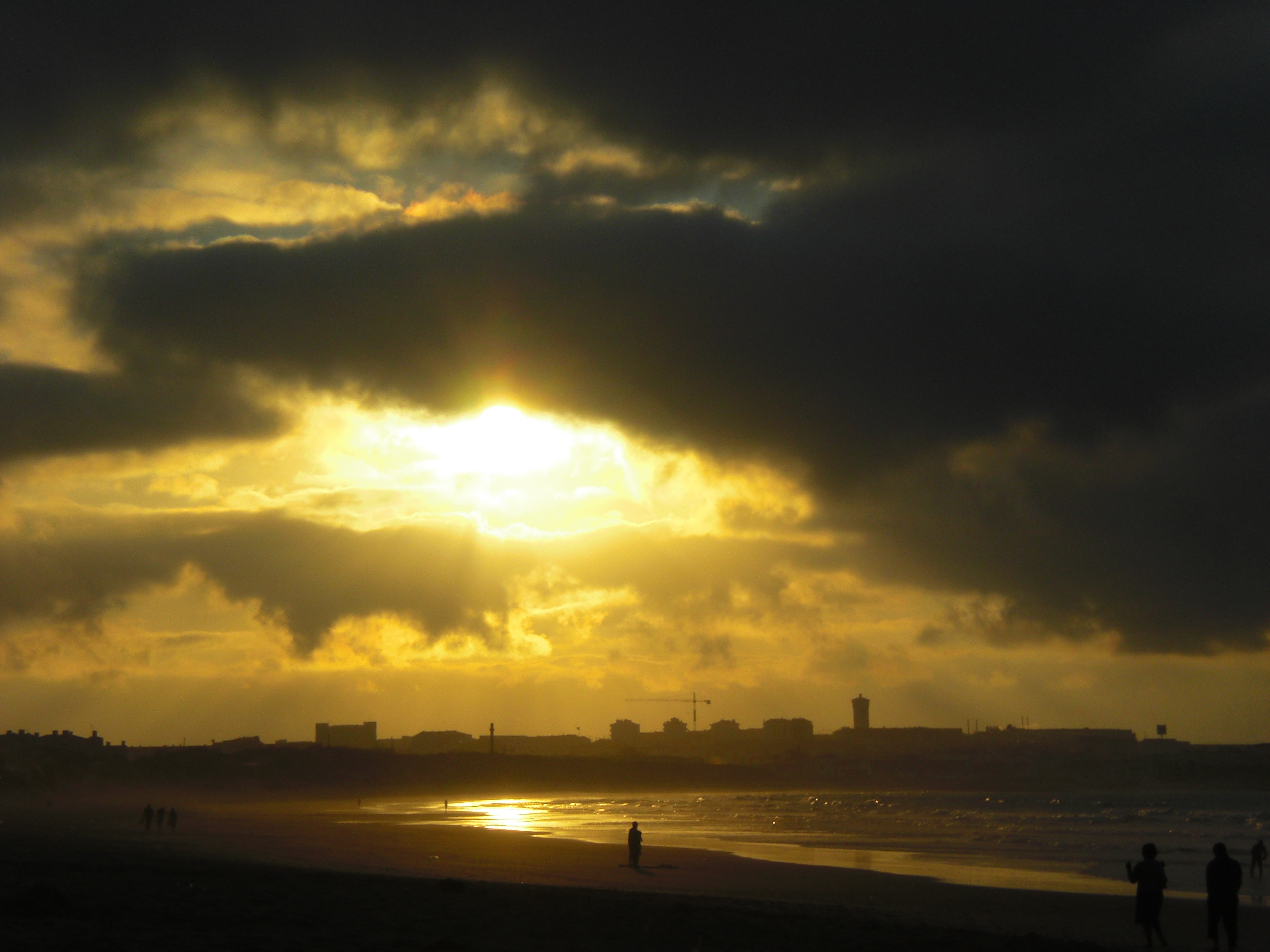
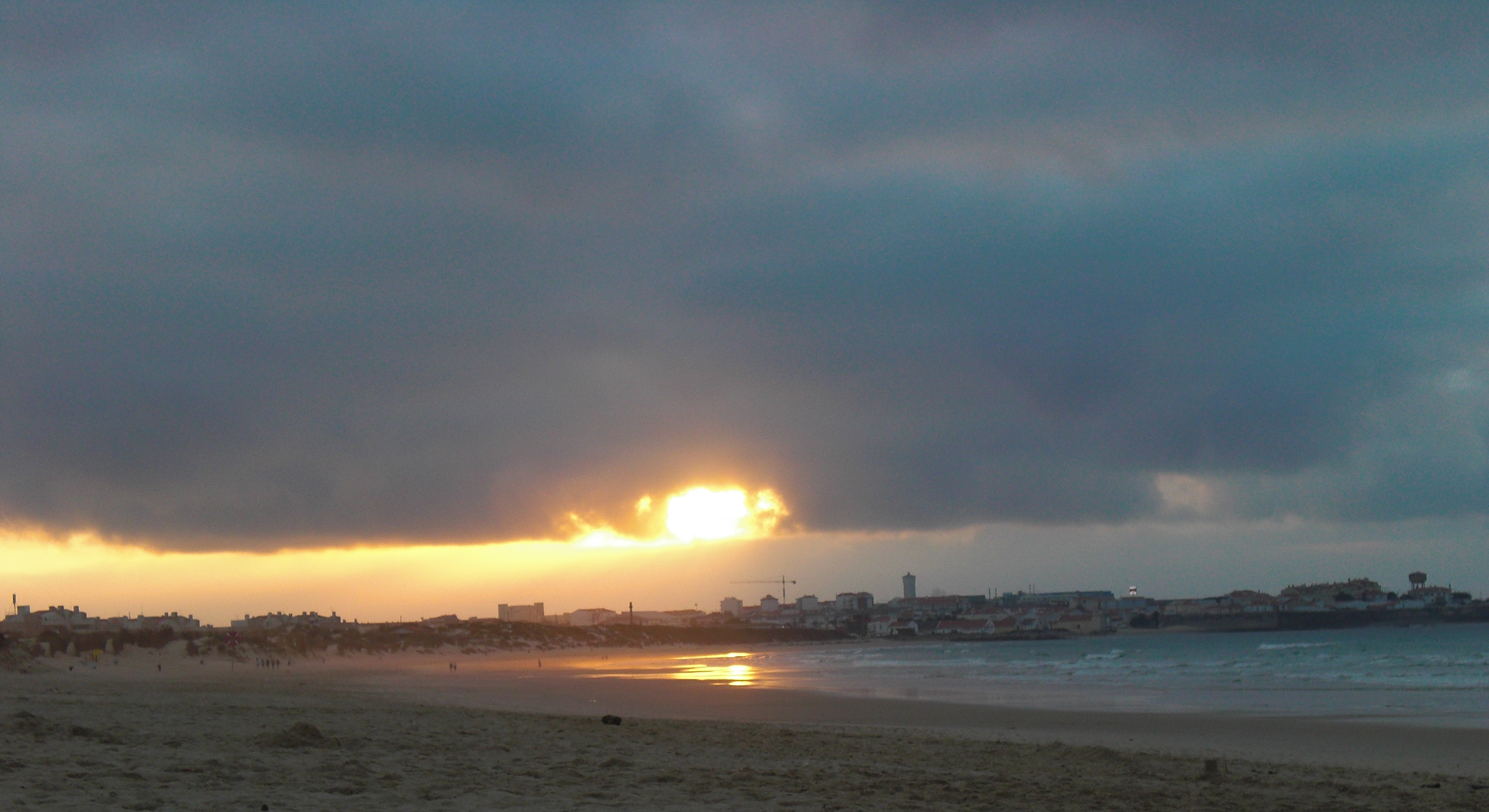
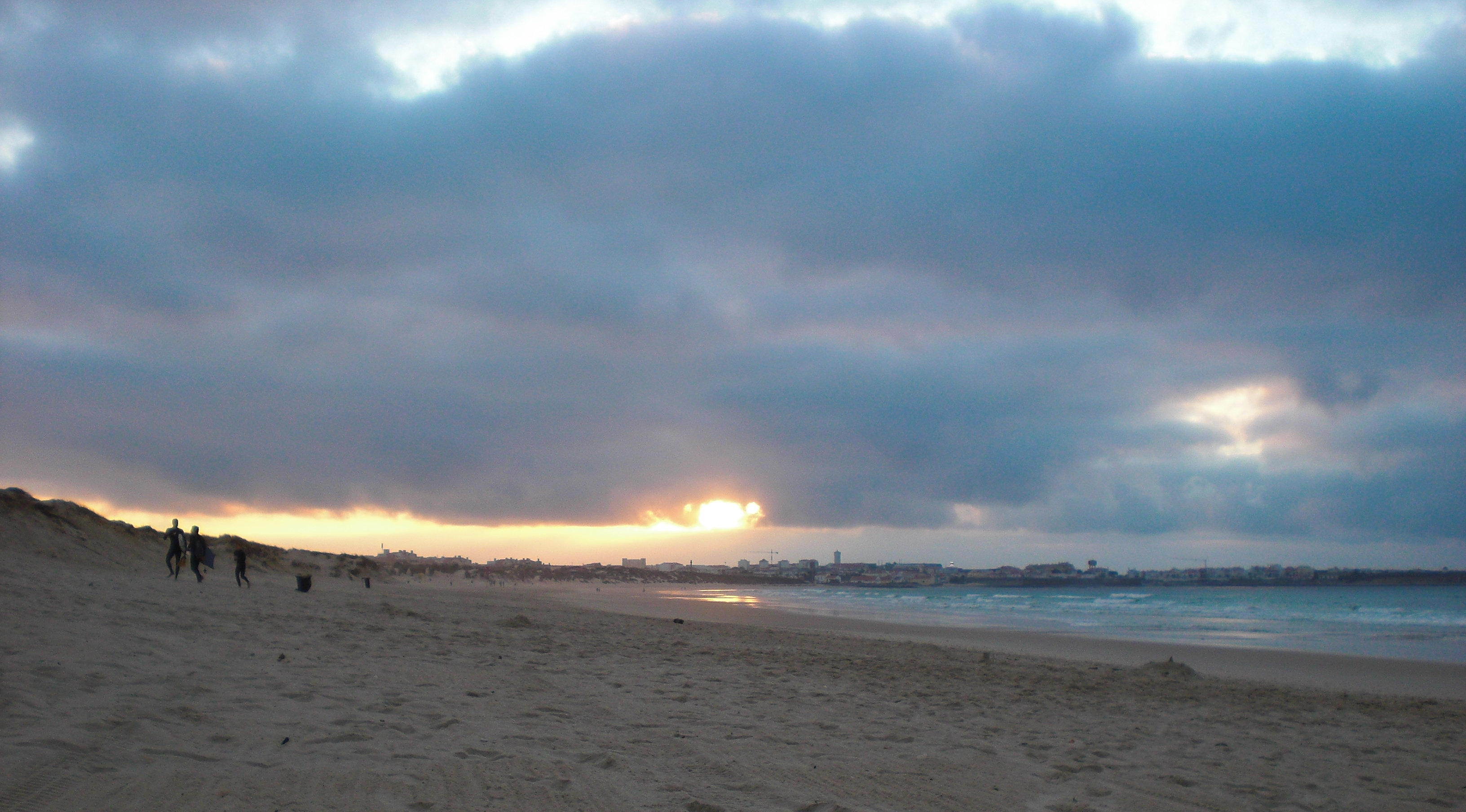